# Сьояха
Сьояха́ (рос. Сёяха) — село у складі Ямальського району Ямало-Ненецького автономного округу Тюменської області. Адміністративний центр та єдиний населений пункт Сьояхинського сільського поселення.
Населення — 2714 осіб (2017, 2605 у 2010, 2318 у 2002).
Національний склад станом на 2002 рік: ненці — 83 %.